# Ахмедов, Кудратилла Ахмедович
Кудратилла Ахме́дович Ахме́дов (узб. Qudratilla Axmedovich Axmedov; 1930 — 1995) — советский узбекский хозяйственный, государственный и партийный деятель.

## Биография
Родился в 1930 году. Узбек. Член КПСС с 1952 года.
С 1952 года, после окончания Ташкентского сельскохозяйственного института (ТСИ), аспирант, затем ассистент кафедры экономики сельского хозяйства ТСИ. С 1961 года первый секретарь райкома, секретарь обкома КПУз, инспектор Среднеазиатского бюро ЦК КПСС. В 1965—1971 годах заместитель председателя, затем председатель Сырдарьинского облисполкома. С 1971 года — первый секретарь Сырдарьинского обкома КП Узбекистана. С 1974 года — заместитель председателя Совета Министров, председатель Госплана Узбекской ССР.
С 12 февраля 1986 по ? — председатель Государственного комитета Узбекской ССР по ценам.
Депутат Совета Союза Верховного Совета СССР 9-го созыва (1974—1979) от Турткульского избирательного округа № 636 Каракалпакской АССР, член Планово-бюджетной комиссии Совета Союза. Депутат Верховного Совета Узбекской ССР 10-го созыва. Член ЦК КП Узбекистана.

## Семья
Супруга — Олмос Гафуровна Ахмедова (Гулямова) (род. 03.07.1938), деятель искусства, директор музея им. Гафура Гулямова (своего отца), имеет троих детей, Дурбек Кудраттилаевич Ахмедов — доктор экономических наук, Джурабек Кудратиллаевич Ахмедов — инженер-ирригатор, Гавхаршодбегим Кудратиллаевна Рустамова (Ахмедова) — кандидат исторических наук, политолог.

## Сочинения
- Экономика Узбекской ССР в период развитого социализма [Текст] / К. А. Ахмедов. — Ташкент: Узбекистан, 1977. — 232 с.
- Задачи совершенствования деятельности народных университетов республики в свете решений XXV съезда КПСС [Текст] / К. Ахмедов; О-во «Знание» УзССР. — Ташкент: О-во «Знание» УзССР, 1977. — 18 с. — (В помощь лектору).